# Valea Mănăstirii (okręg Alba)
Valea Mănăstirii – wieś w Rumunii, w okręgu Alba, w gminie Râmeț. W 2011 roku liczyła 166 mieszkańców.